# Óxido de indio y estaño
El óxido de indio y estaño (también conocido como ITO, por sus siglas en inglés, Indium Tin Oxide) es un compuesto químico constituido de óxido de estaño, un metal común, y de óxido de indio, un metal raro. Se trata de un material semiconductor tipo n perteneciente al grupo de los TCO (óxidos conductores transparentes, por sus siglas en inglés).

## Aplicaciones
El uso principal del ITO en la industria es el de crear electrodos en forma de películas finas y transparentes en las pantallas de cristal líquido, que pueden ser de tipo LCD, OLED, electroluminescentes o electrocromáticas, así como numerosas pantallas táctiles. Además de sus propiedades altamente conductoras y su transparencia en el espectro de la luz visible, el ITO posee un elevado índice de adherencia al sustrato, una alta estabilidad térmica y puede ser depositado formando motivos.  Otras aplicaciones frecuentes del óxido de indio y estaño son la fabricación de leds orgánicos y de células fotovoltaicas, así como el tratamiento de superficies (para luchar contra las interferencias electromagnéticas o contra la electricidad estática).
Sin embargo, debido a la escasez de indio, las dificultades de fabricación de las láminas de ITO (que deben ser depositadas en condiciones de vacío) y su falta de flexibilidad, sobre todo en grandes pantallas, otros materiales conductores están siendo investigados para sustituirlo. Entre ellos se cuentan los nanotubos de carbono, el grafeno y materiales orgánicos como el PEDOT:PSS.

## Toxicología
Una exposición prolongada a la inhalación de óxido de indio y estaño puede provocar la enfermedad conocida como Indium lung (pulmón de indio). En 2001 ocurrió la primera muerte constatada de un trabajador por una neumonía derivada de la inhalación de polvo de ITO. Hoy en día, el pulmón de indio está considerada como una enfermedad ocupacional rara, pero el riesgo de contraer la enfermedad continúa siendo significativo en las plantas de producción y de reciclaje de óxido de indio y estaño.